# Pityriasis (geslacht)
Pityriasis is een geslacht van zangvogels uit de familie borstelkop (Pityriasidae).

## Soorten
Het geslacht kent de volgende soort:
- Pityriasis gymnocephala – Borneoborstelkop